# Válvula multivía
Una válvula multivía es la que tiene varias entradas y salidas, de modo que puede, mediante un mecanismo conveniente, distribuir el flujo de un fluido por unos caminos (conducciones) u otros, según convenga a la instalación a la que sirve.

## Tipos de válvulas

Válvula de tres vías actuando como mezcladora.

Normalmente se clasifican por el número de vías de que disponen, pero también por el tipo de acción que realizan. Por el número de vías:
- Válvula de dos vías: aunque pueda parecer que, en general, las válvulas o llaves de paso, tienen siempre una salida y una entrada, es decir, dos vías, muy normalmente se consideran llaves multivía, cuando el accionamiento de la válvula no se hace manualmente, sino mediante mecanismos eléctricos, neumáticos o mecánicos de otro tipo.
- Válvula de tres vías: en este caso tiene tres entradas/salidas. Los mecanismos de actuación de la válvula pueden, bien dirigir el flujo del f luido por una u otra salida, según convenga; tomar fluido de una u otra entrada, también según convenga. También mezclar, o separar, fluidos de dos direcciones o de dos procedencias, en proporciones determinadas. Cuando mezclan fluidos de dos entradas en una sola salida, se llaman mezcladoras, cuando separan fluidos entre dos salidas, se llaman partidoras.

Válvula de cuatro vías como inversora.

- Válvula de cuatro vías: Tiene cometidos parecidos a la anterior, pero con cuatro vías, de modo que, tanto puede conmutar las entradas y las salidas entre las vías, como mezclar fluidos provenientes de las entradas hacia las salidas.
- Válvulas de más vías. En este caso suelen ser válvulas de manejo manual y sirven para dirigir entradas y salidas en distintos usos.

## Accionamiento
Lo más frecuente es usar estas válvulas en procesos automatizados aunque, en ciertos casos, puede manejarse manualmente. En los procesos automatizados se utilizan mecanismos eléctricos o neumáticos. Atendiendo al resultado hay dos tipos de mecanismo de accionamiento:
- Todo o nada: hay una vía de entrada y dos de salida; el mecanismo abre o cierra alternativamente una de las dos salidas. También puede haber una de salida y dos de entrada. Se utiliza para ello un solenoide, que consiste en un electroimán que mueve el obturador. Las válvulas de cuatro vías inversoras (figura) también pueden utilizar un mecanismo de este tipo.
- Válvulas mezcladoras o partidoras: un caso sencillo es la válvula de tres vías en que hay dos entradas y una salida y el mecanismo abre más o menos cada una de las entradas para conseguir la mezcla deseada (válvulas mezcladoras) o tiene una entrada y el mecanismo dirige mayor o menor caudal hacia cada una de las salidas (válvulas partidoras). Para estas suele emplearse un servomotor, generalmente de impulsos, mandado por una centralita electrónica que determina las necesidades de cada una de las vías. También se emplea el mecanismo en válvulas de cuatro vías.

## Usos
Las válvulas de dos, tres y cuatro vías, se utilizan en instalaciones de edificios (calefacción, climatización o agua caliente sanitaria principalmente); las que tienen más vías son frecuentes en los sistemas de depuración de albercas o piletas.